# Nogent-sur-Oise
Nogent-sur-Oise é uma comuna francesa na região administrativa de Altos da França, no departamento de Oise. Estende-se por uma área de 7,46 km². Em 2010 a comuna tinha 20 660 habitantes (densidade: 2 769,4 hab./km²).